# Alan Wiggins

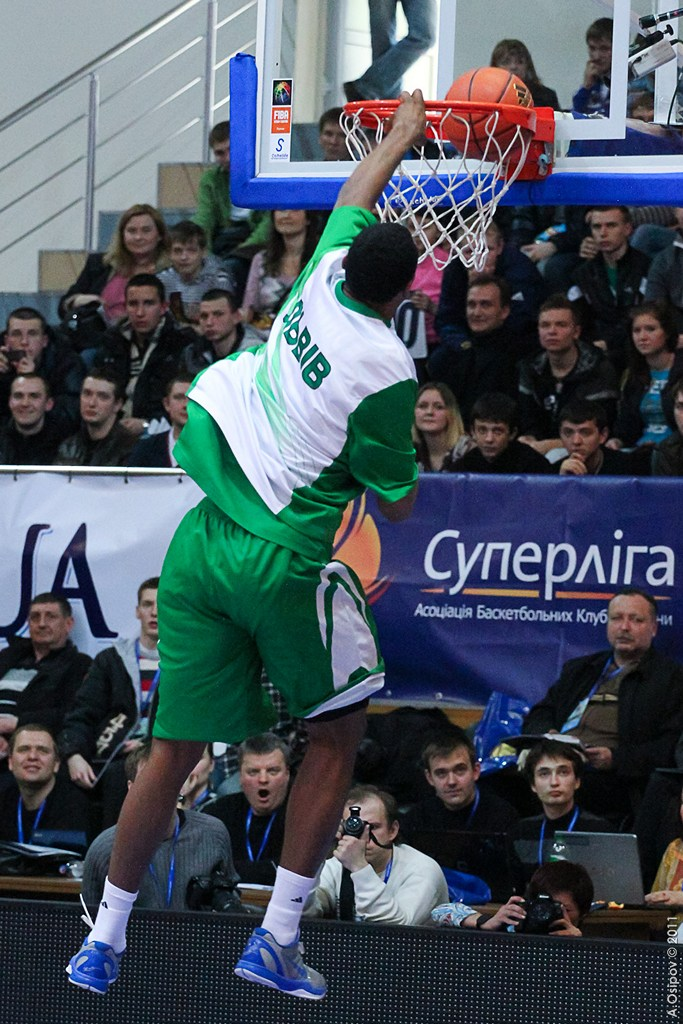

Alan Wiggins, né le 19 juillet 1985 aux États-Unis, est un joueur de basket-ball professionnel américain. Il mesure 2,06 m. Ancien joueur du STB Le Havre, il évolue depuis 2018 dans le club hongrois du Sopron KC.

## Université
- 2003 - 2007 :  Université de San Francisco (NCAA)

## Clubs
- 2007 - 2009 :  Cholet (Pro A)
- 2012 - ???? :  Le Havre (Pro A)
- 2013 - 2014 :  Chiba Jets
- 2016 - 2017 :  Aomori Wat's

## Palmarès
- Vainqueur de la Semaine des As 2008
- Finaliste de la Coupe de France de basket-ball 2007-2008

## Sources
- Maxi-Basket